# Salvatore De Meo
Salvatore De Meo (ur. 27 października 1971 w Fondi) – włoski polityk, przedsiębiorca i działacz samorządowy, burmistrz Fondi, poseł do Parlamentu Europejskiego IX i X kadencji.

## Życiorys
Z wykształcenia prawnik, absolwent Uniwersytetu Rzymskiego „La Sapienza”. Prowadził własną działalność gospodarczą w sektorze rolno-spożywczym. Działał w Forza Italia i następnie w ugrupowaniu Lud Wolności. W 2001 został radnym miejskim w Fondi, a w 2006 asesorem w zarządzie gminy, gdzie odpowiadał za planowanie przestrzenne. W 2009 wybrany na radnego prowincji Latina. W 2010 został burmistrzem Fondi, w 2015 z powodzeniem ubiegał się o reelekcję. W 2014 wszedł w skład władz włoskiego związku gmin Associazione Nazionale Comuni Italiani (ANCI), a w 2015 dołączył do Komitetu Regionów.
W wyborach w 2019 z ramienia reaktywowanej partii Forza Italia uzyskał mandat posła do Parlamentu Europejskiego IX kadencji. Objęcie przez niego mandatu zostało jednak zawieszone do czasu brexitu. W PE IX kadencji ostatecznie zasiadł w lutym 2020. W 2024 utrzymał mandat posła do Europarlamentu, gdy Antonio Tajani zrezygnował z jego objęcia.